# مای پسراومپسن
مای پسراومپسن (تایلندی: ไมค์ ภิรมย์พร) یک هنرپیشه و خواننده اهل تایلند است. او در استان اودون تانی متولد شد.